# Сечиште
Сечиште је насеље у Општини Качаник, АП Косово и Метохија, Република Србија.

## Становништво
| Демографија | Демографија | Демографија |
| Година      | Становника  | Становника  |
| ----------- | ----------- | ----------- |
| 1948.       | 457         |             |
| 1953.       | 502         |             |
| 1961.       | 548         |             |
| 1971.       | 640         |             |
| 1981.       | 989         |             |
| 1991.       | 1.205       |             |